# Minor Consiglio
Il Minor Consiglio era uno degli organi costituzionali della Repubblica  di Venezia.
Era formato dai sei consiglieri ducali che assistevano il doge e ne moderavano l'autorità.

## Storia
Come il Maggior Consiglio, il Minor Consiglio si evolse dal Consilium sapientum, antico organo del Commune Veneciarum posto accanto al doge per frenarne la potenza. La data di fondazione è incerta, ma dovrebbe collocarsi tra il 1172 e il 1178.
Inizialmente era formato da due Consiglieri provenienti dal Maggior Consiglio, che in seguito divennero sei (uno per sestiere). L'eletto, che non poteva rifiutare la nomina, rimaneva in carica un anno; successivamente doveva osservare una contumacia di un altro anno, che fu poi portata a sedici mesi. Non potevano entrarvi, per ovvie ragioni, i parenti del doge.
Come è stato detto, il Minor Consiglio aveva principalmente il compito di affiancare il doge in modo da ridurne i poteri. Esso lo accompagnava in tutti i consigli della Repubblica e i suoi membri (anche singolarmente) avevano diritto d'iniziativa; per esempio, avevano la facoltà di convocare il Maggior Consiglio qualora lo ritenessero necessario.
Aveva inoltre poteri nei periodi di vacanza tra la morte di un doge e l'elezione del successore. In questi casi il Consiglio si occupava delle operazioni di voto e uno dei Consiglieri veniva nominato vice-doge, assumendone le funzioni.
In aggiunta, amministrava la capitale, monitorando l'attività dei pubblici ufficiali e gestendo l'elezione dei nuovi. Si occupava, poi, di dirimere le controversie sorte tra le varie istituzioni sui diritti di competenza.
D'altra parte, nel 1441 il Minor Consiglio perse la facoltà di disporre di denaro pubblico sino a 10 libbre d'oro. Altra importante limitazione fu, nel 1446, l'abolizione del diritto di interpretare in maniera autentica le leggi.
Erano aggregati al Minor Consiglio i Capi della Quarantia (che, talvolta, potevano fare le veci dei consiglieri assenti); insieme formavano la cosiddetta Signoria. Nel 1437 vennero istituiti i tre Consiglieri inferiori, ovvero i Consiglieri uscenti che, pur non facendo più parte del Consiglio, presiedevano la Quarantia Criminale durante determinate situazioni.